# Амоксицилін
Амоксицилін (INN: Amoxicillin
) — β-лактамний антибіотик широкого спектра дії, що використовується для лікування інфекцій ряду сприятливих до нього бактерій. Зазвичай цей препарат рекомендується серед всіх представників класу через кращу абсорбцію після перорального прийняття, ніж решта бета-лактамових антибіотиків. Амоксицилін руйнується бактеріями, що виробляють β-лактамазу; для запобігання цього ефекту амоксицилін часто приймається разом з клавулановою кислотою. Препарат був розроблений компанією Beecham в 1972 році і зараз продається компанією GlaxoSmithKline (спадкоємницею Beecham) під назвою Амоксил (Amoxil), проте, патент на препарат вже закінчився, і інші виробники продають його під низкою інших назв.

## Історія
Амоксицилін  (α-amino-p-hydroxybenzyl penicillin) був одним із кількох напівсинтетичних похідних 6-амінопеніциланової кислоти (6-АПК, англ. 6-APA), розроблених компанією Beecham Group у 1960-х роках. Його винайшли Ентоні Альфред Волтер Лонг і Джон Герберт Чарльз Нейлер, двоє британських вчених. Він став доступним у 1972 році і був другим амінопеніциліном, який вийшов на ринок (після ампіциліну в 1961 році). Ко-амоксиклав став доступним у 1981 році.

## Фармакологічні властивості
Амоксицилін — антибіотик широкого спектра дії. Препарат діє бактерицидно, пригнічуючи синтез бактеріальної стінки. До препарату чутливі такі мікроорганізми: стафілококи (за винятком тих, що виробляють β-лактамази), стрептококи, сальмонелли, шигели, пневмококи, нейсерії, Escherichia coli, Bacillus anthracis, Corynebacterium diphtheriae, Clostridium, Enterococcus faecalis, Haemophilus influenzae, Proteus mirabilis, пептококи, пептострептококи, Borrelia burgdorferi. У комбінації з метронідазолом активний до Helicobacter pylori. До амоксициліну стійкі мікобактерії, мікоплазми, рикетсії, грибки, віруси, найпростіші, Pseudomonas aeruginosa, більшість видів Proteus.

### Фармакодинаміка
Амоксицилін добре всмоктується в шлунково-кишковому тракті, біодоступність — 95 %. При внутрішньовенному введенні біодоступність — 100 %. Максимальна концентрація в крові досягається за 2 години при пероральному прийманні, при парентеральному введенні — зразу ж після ін'єкції. Препарат добре розподіляється в більшості тканин і рідин організму. Високі концентрації препарату виявляються в жовчному міхурі, шкірі, жовчі, перитонеальній та синовіальній рідинах. Препарат проходить через плацентарний бар'єр, виділяється в грудне молоко. Препарат метаболізується в печінці в незначній кількості. Період напіввиведення препарату при внутрішньовенному введенні складає менше 1 години, при пероральному прийомі — 1,5 години. Виводиться амоксицилін з організму переважно нирками в незміненому вигляді.

## Покази до застосування
Амоксицилін рекомендовано при інфекційних хворобах, які спричинюють чутливі до препарату збудники — при інфекціях органів дихання (бронхіти, пневмонії, синусити), інфекції травної системи, інфекції сечостатевої системи (цистити, уретрити, пієлонефрити, гонорея), інфекції шкіри і м'яких тканин, хворобі Лайма, в комбінації з метронідазолом і кларитроміцином — при лікуванні виразкової хвороби, в комбінації з клавулановою кислотою — остеомієліт, сепсис, профілактика інфекційних ускладнень при хірургічних операціях.

## Побічні ефекти
Побічні ефекти подібні до інших β-лактамних антибіотиків, включно з нудотою, блюванням, висипанням та колітом, пов'язані із застосуванням антибіотиків.
При застосуванні амоксициліну можливі наступні побічні ефекти:
- Алергічні реакції — висип, свербіж шкіри, кропив'янка, гарячка, сироваткова хвороба, синдром Стівенса — Джонсона, синдром Лаєлла, анафілактичний шок.
- З боку травної системи — нудота, блювання, діарея, біль у животі, здуття живота, почорніння язика, псевдомембранозний коліт, кандидоз ротової порожнини, токсичний гепатит, жовтяниця.
- З боку нервової системи — безсоння, неспокій, запаморочення, втрата свідомості, головний біль, судоми.
- З боку сечовидільної системи — інтерстиціальний нефрит.
- Зміни в лабораторних аналізах — еозинофілія, лейкопенія, нейтропенія, агранулоцитоз, гемолітична анемія, тромбоцитопенія, збільшення протромбінового часу, збільшення рівня білірубіну, підвищення активності амінотрансфераз.

## Протипоказання
Протипоказаннями до застосування амоксициліну є підвищена чутливість до β-лактамних антибіотиків(пеніцилінів, цефалоспоринів, карбапенемів або монобактамів), до допоміжних речовин ЛЗ, інфекційний мононуклеоз, лімфолейкоз. 
Під час лікування амоксициліном рекомендовано припинити годування грудьми.

## Форми випуску
Фармацевтичні виробники виготовляють амоксицилін у формі тригідрату для перорального застосування у вигляді капсул, звичайних таблеток для жування та диспергування, сиропу та педіатричної суспензії для перорального застосування, у вигляді натрієвої солі для внутрішньовенного введення.
Амоксицилін випускається у вигляді таблеток по 0,25, 0,5, 0,75, 1,0 г. 
У комбінації з клавулановою кислотою (комбінований препарат із торговельними назвами «амоксиклав», «аугментин», «флемоклав», «амоксил-К») випускається у вигляді таблеток по 500 мг амоксициліну і 125 мг клавуланової кислоти, і по 875 мг амоксициліну і 125 мг клавуланової кислоти; а також у формі порошку в флаконах для ін'єкцій по 1 г амоксициліну і 0,2 г клавуланової кислоти.

## Взаємодія з іншими ЛЗ
Амоксицилін може взаємодіяти із такими ліками:
- Антикоагулянти (Дабігатран, Варфарин).[7][8][9][10]
- Метотрексат (хіміотерапія та імуносупресія).[9][10]
- Вакцини проти тифу[en], холери, БЦЖ.[9][10]
- Пробенецид зменшує ниркову екскрецію та підвищує рівень амоксициліну в крові.[9][10]
- Оральні контрацептиви потенційно діють менш ефективно.[11]
- Алопуринол (лікування подагри).[9][10][12]
- Мікофенолат (імуносупресія)[10]

## Синоніми
Amox, Amoxicilina, Amoxicillin, Amoxicilline, Amoxicillinum, Amoxycillin, p-Hydroxyampicillin, Amoxil, Augmentin, Clavulin, Moxatag, Omeclamox, Prevpac, Talicia, Voquezna;
Амоксил, Оспамокс, Флемоксин Солютаб, Хіконцил

## Ветеринарне використання
Амоксицилін також іноді використовується як антибіотик для тварин. Для тварин (наприклад, курей, великої рогатої худоби та свиней) було схвалено використання амоксициліну, що призначений для споживання людиною.

## Суспільство і культура

### Економіка
Амоксицилін відносно недорогий. У 2022 році опитування щодо 8 генеричних антибіотиків, які зазвичай призначають у Сполучених Штатах, показало, що їх середня вартість становить близько 42,67 доларів США, тоді як амоксицилін продавався в середньому за 12,14 доларів США, в Україні - середня ціна у 2021 р. становила 120 грн.